# ストレ合成
ストレ合成（Stollé synthesis）は、アニリンとα-ハロ酸塩化物（または塩化オキサリル）からオキシインドールを合成する化学反応である。
始めにアミドカップリングを行い、次いでフリーデル・クラフツ反応を行う  改善された手法が開発されている。